# La institució de la religió cristiana

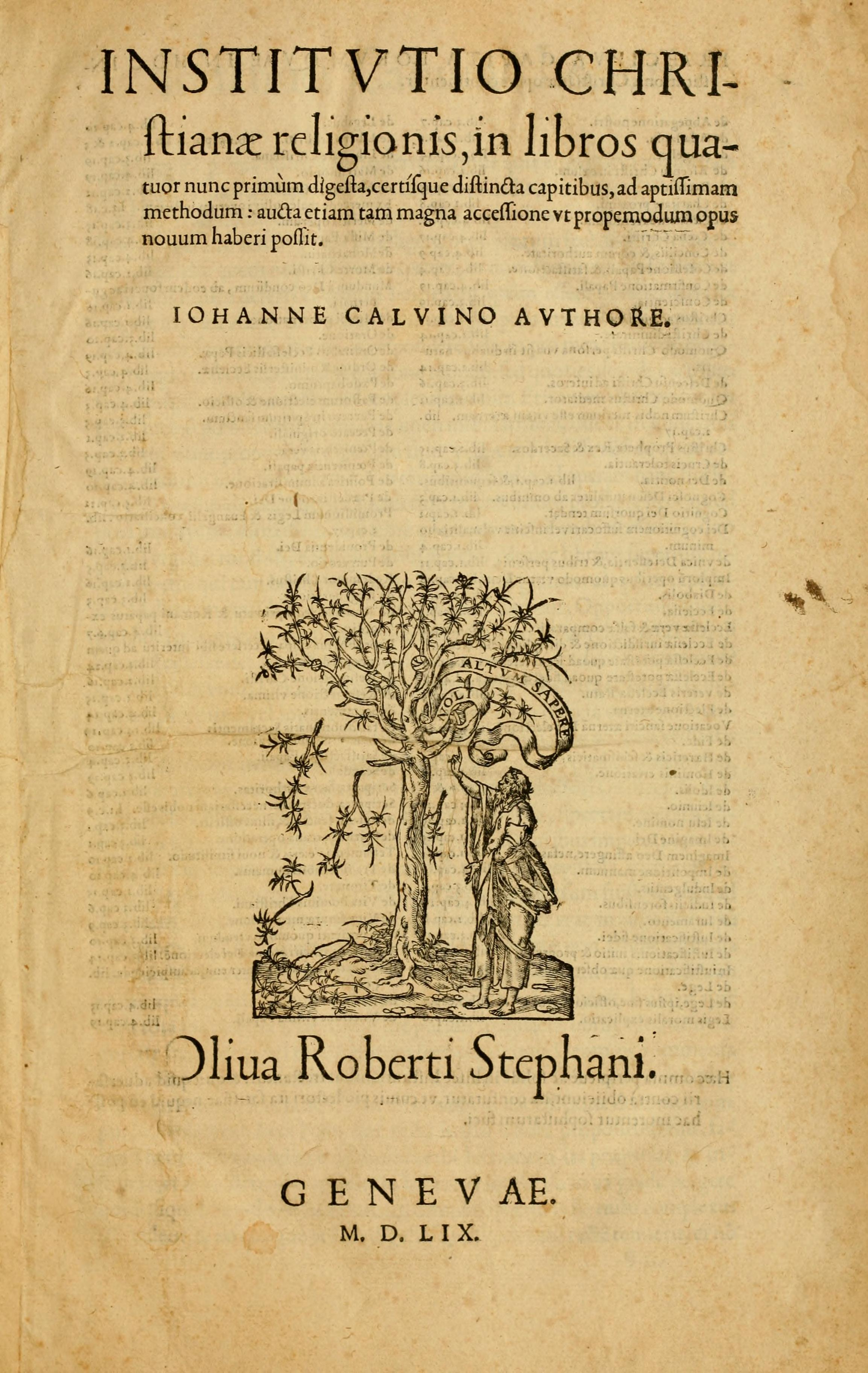
Portada de l'edició de 1559 de l'obra de Joan Calví, Institutio Christianae Religionis.

La institució de la religió cristiana (en llatí, Institutio Christianae Religionis) és un tractat de teologia escrit per Joan Calví. Va ser publicat primer en llatí el 1536, i després traduït al francès (L'Institution de la religion chrétienne) per ell mateix el 1541.
En aquesta obra es desenvolupa de forma sistemàtica la doctrina de la Reforma tal com la promovia Calví. A través del seu text, accentua el contrast entre el poder total de Déu i la petitesa de l'home, perdut pel pecat original. Des que aquest pecat l'ha fet caure, l'home s'ha tornat corrupte en la seva naturalesa i ha estat privat de la seva lliure albir. El seu estat depèn de la gràcia divina i els beneficiaris han estat escollits de forma predestinada.
Aquest llibre va ser un dels primers tractats de teologia escrits en un idioma diferent del llatí.